# A Transvaal Köztársaság elnökeinek listája
A XIX. század közepétől a XX. század legelejéig (1902) fennálló Transvaal Köztársaság elnökei. Ezt a posztot általában egyszerre egy ember töltötte be, kivétel az 1881-83 között ideig fennálló Triumvirátus időszaka. A poszt 1902-ben szűnt meg, mikor az angolok végérvényesen beolvasztották a köztársaságot gyarmatbirodalmukba. 
| Kép | Név                                | Hivatal kezdete      | Hivatal vége         | Megjegyzések                                                      |
| --- | ---------------------------------- | -------------------- | -------------------- | ----------------------------------------------------------------- |
|     | Marthinus Wessel Pretorius         | 1857. január 6.      | 1860. szeptember 15. | A dél-afrikai végrehajtó tanács elnökeként                        |
|     | Johannes Hermanus Grobler          | 1860. szeptember 15. | 1860. december 16.   | Ideiglenes államelnök                                             |
|     | Stephanus Schoeman                 | 1860. december 6.    | 1862. április 17.    | Ideiglenes államelnök                                             |
|     | Willem Cornelis Janse van Rensburg | 1863. október 23.    | 1864. május 9.       | Ideiglenes államelnök                                             |
|     | Marthinus Wessel Pretorius         | 1864. május 10.      | 1871. november 20.   | Transvaal Köztársaság 1. elnöke                                   |
|     | Daniel Jacobus Erasmus             | 1871. november 21.   | 1872. július 1.      | Ideiglenes államelnök                                             |
|     | Thomas François Burgers            | 1872. július 1.      | 1877. április 12.    | Transvaal Köztársaság 2. elnöke                                   |
|     | Triumvirátus                       | 1881. augusztus 8.   | 1883. május 9.       | Tagjai: - Piet Joubert - Paul Kruger - Marthinus Wessel Pretorius |
|     | Paul Kruger                        | 1883. május 9.       | 1900. szeptember 10. | Transvaal Köztársaság 3. elnöke                                   |
|     | Schalk Willem Burger               | 1900. szeptember 11. | 1902. május 31.      | Ideiglenes államelnök                                             |